# Nayer
Nayer Regalado (Nova Jersey, 2 de agosto de 1985) mais conhecida como Nayer, é uma cantora, compositora e modelo. Ela é mais conhecida como participação do single o cantor Pitbull na canção "Give Me Everything".

## Vida e carreira
Nayer nasceu em 2 de agosto de 1985 em Nova Jersey, de pais cubanos, mas mudou-se para Miami quando ela tinha 3 meses de idade. Ela começou a modelar sua carreira de atriz com uma idade muito precoce, aparecendo em inúmeros anúncios e participando em programas de TV como Alondra, Sábado Gigante e La piñata loca, mas sua verdadeira paixão era pela música pop. Ela se apresentou no Star Search com 7 anos de idade e, em seguida, em inúmeros carnavais e eventos. Em suas próprias palavras, ela disse: "Quando havia um microfone e um palco, lá estava eu!". Com o apoio de seus pais, ele se mudou para Los Angeles quando ele tinha 14 anos, para gravar um demo de seis músicas.
Enquanto continuava sua carreira como modelo, nunca parou de cantar, dançar e melhorar suas habilidades na guitarra e no piano. Em 2005 ela foi escolhida para substituir Candice Pillay em um agrupamento de R&B, composta por mulheres chamadas "Anything But Monday", criado pelo executivo Stephen Stone (o vencedor do Prêmio Grammy Ruffhouse Entertainment) responsável por assinar com a Universal Music Group. Depois de uma mudança completa na formação do grupo em 2008, Nayer tornou-se a única dos cinco membros á permanecer. O grupo lançou seu primeiro single, "Buckwild" em 2008, mas foi com seu segundo single "Bump" publicado em 2009, quando recebeu um álbum duplo de platina que a artista conseguiu notoriedade. O single foi lançado em formato digital livre, permitindo o acesso de DJs e arquivo compartilhamento para dominar esta música. Eles foram um dos primeiros grupos que receberam o status de platina através da publicação de música em formato digital.
Em 2008 foi finalista do concurso "Miss 305" incluída em uma seção de um programa de televisão em que participe o rapper cubano-americano Pitbull que vai ao ar na televisão por cabo americano Mun2 chamado La canto. Pitbull, em seguida, anunciou que tinha assinado esta talentosa cantora com seu rótulo Sr. 305 Inc. para trabalhar o cone de Fusari produtor musical. Desde então, tem participado em várias músicas e vídeos do rapper, em seu álbum Rebelution (2009), Armando (2010) e Planet Pit (2011).
Em 2011, Nayer aparece no vídeo de "Dirty Dancer" de Enrique Iglesias com Pitbull em "Give Me Everything", que liderou as paradas em todo o mundo. Em julho de 2011, Nayer lançou seu primeiro single "Suave (Kiss Me)". As características individuais do cantor Pitbull e sueco-congoleño Mohombi trazem seu talento neste tema.
Mariah Carey, Celia Cruz e Gloria Estefan têm inspirado em grande parte a carreira de Nayer. "São forte e mulheres dominantes que abriram o caminho para as mulheres como eu," diz Nayer. Os sons do Caribe e Cuba, fundidos com ritmos pop, dance e R&B são elementos que adquiriram para criar seu próprio som em seu álbum de estreia.